# إيواريضن (سيدي بوخالف)
إيواريضن هي إحدى مشيخات المملكة المغربية، تتبع جغرافيا لإقليم أزيلال وإداريًا لسيدي بوخالف. يقدر عدد سكانها بـ 4296 نسمة حسب الإحصاء الرسمي للسكان والسكنى لسنة 2004.